# 益康唑
硝酸益康唑（英語：Econazole nitrate）是咪唑类抗真菌药物，被用来治疗足癣、花斑癬和股癣（Tinea cruris）等癬。藥膏商品“Picosone”含有這種物質。